# Khalid Jolit
Khalid Hassan Ali Jolit (27 ottobre 1981) è un calciatore sudanese, difensore del Jazeerat Al-Feel.

## Carriera

### Club
Gioca dal 2002 al 2008 all'Al-Hilal Omdurman, con cui vince cinque volte il campionato e una volta la Sudan Cup. Nel 2009 si trasferisce all'Hay al-Arab Port Sudan. Nel 2010 viene acquistato dal Jazeerat Al-Feel.

### Nazionale
Ha debuttato in Nazionale nel 2003. Ha giocato in Nazionale fino al 2008.

## Palmarès

### Club

#### Competizioni nazionali
- Sudan Premier League: 5

Al-Hilal Omdurman: 2003, 2004, 2005, 2006, 2007
- Sudan Cup: 1

Al-Hilal Omdurman: 2004